# Palaeocopida
Palaeocopida is een orde van kreeftachtigen uit de klasse van de Ostracoda (mosselkreeftjes).

## Taxonomie

### Onderorden
- Beyrichicopina
- Hollinomorpha †
- Palaeocopina †

### Families
- Nezamysliidae Zbikowska, 1983 †
- Polenovulidae Martinsson, 1960 †
- Pseudoparaparchitidae Sohn, 1983 †
- Rozhdestvenskayitidae Mc Gill, 1966 †
- Tricorninidae Blumenstengel, 1965 †
- Tvaerenellidae Jaanusson, 1957 †
- Zygobolbidae Ulrich & Bassler, 1923 †

Er is nog onduidelijkheid over de taxonomische indeling van onderstaande geslachten ('incertae sedis').
- Abditoloculina Kesling, 1952 †
- Acanthobolbina Harris, 1957 †
- Acantonodella Zaspelova, 1952 †
- Acinacibolbina Reynolds, 1978 †
- Actinochilina Jaanusson, 1957 †
- Admirabilinella Pribyl, 1988 †
- Aechminaria Coryell & Williamson, 1936 †
- Aechminella Harlton, 1933 †
- Ahlintella Schallreuter, 1985 †
- Airina Sidaravichiene, 1971 †
- Aitilia Martinsson, 1962 †
- Aloculatia Schallreuter, 1976 †
- Ampletochilina Schallreuter, 1969 †
- Amygdalella Martinsson, 1957 †
- Apatochilina Ulrich & Bassler, 1923 †
- Ardennea Schallreuter, 1979 †
- Asteusloffia Schallreuter, 1993 †
- Audumla Schallreuter, 1995 †
- Bipunctoprimitia Gailite, 1991 †
- Rhizagravia Adamczak & Becker, 1983 †
- Yingtangia Wang (Shang-Qi), 1979 †
- Yingtangia Wang, 1982 †
- Zaborovia Polenova, 1952 †